# Yuri Alekseyevich Nesterenko
Bản mẫu:Eastern Slavic name
Yuri Alekseyevich Nesterenko (tiếng Nga: Юрий Алексеевич Нестеренко; sinh ngày 12 tháng 6 năm 1991) là một thủ môn bóng đá người Nga. Anh thi đấu cho Yenisey Krasnoyarsk.

## Sự nghiệp câu lạc bộ
Anh có màn ra mắt tại Giải bóng đá ngoại hạng Nga vào ngày 30 tháng 3 năm 2014 cho F.K. Rubin Kazan trong trận đấu với F.K. Rostov.

## Thống kê sự nghiệp

### Câu lạc bộ
Tính đến 9 tháng 12 năm 2017
| Câu lạc bộ                   | Mùa giải             | Giải vô địch                | Giải vô địch | Giải vô địch | Cúp     | Cúp       | Châu lục | Châu lục  | Tổng cộng | Tổng cộng |
| Câu lạc bộ                   | Mùa giải             | Hạng đấu                    | Số trận      | Bàn thắng    | Số trận | Bàn thắng | Số trận  | Bàn thắng | Số trận   | Bàn thắng |
| ---------------------------- | -------------------- | --------------------------- | ------------ | ------------ | ------- | --------- | -------- | --------- | --------- | --------- |
| F.K. Krasnodar-2000          | 2008                 | PFL                         | 17           | 0            | 2       | 0         | –        | –         | 19        | 0         |
| F.K. Krasnodar-2000          | 2009                 | PFL                         | 7            | 0            | 2       | 0         | –        | –         | 9         | 0         |
| F.K. Krasnodar-2000          | Tổng cộng            | Tổng cộng                   | 24           | 0            | 4       | 0         | 0        | 0         | 28        | 0         |
| F.K. Rubin Kazan             | 2010                 | Giải bóng đá ngoại hạng Nga | 0            | 0            | 0       | 0         | 0        | 0         | 0         | 0         |
| F.K. Rubin Kazan             | 2011–12              | Giải bóng đá ngoại hạng Nga | 0            | 0            | 0       | 0         | 0        | 0         | 0         | 0         |
| FC Rubin-2 Kazan             | 2011–12              | PFL                         | 5            | 0            | –       | –         | –        | –         | 5         | 0         |
| F.K. Neftekhimik Nizhnekamsk | 2012–13              | FNL                         | 12           | 0            | 1       | 0         | –        | –         | 13        | 0         |
| F.K. Neftekhimik Nizhnekamsk | 2013–14              | FNL                         | 8            | 0            | 1       | 0         | –        | –         | 9         | 0         |
| F.K. Neftekhimik Nizhnekamsk | Tổng cộng            | Tổng cộng                   | 20           | 0            | 2       | 0         | 0        | 0         | 22        | 0         |
| F.K. Rubin Kazan             | 2013–14              | Giải bóng đá ngoại hạng Nga | 2            | 0            | 0       | 0         | 0        | 0         | 2         | 0         |
| F.K. Rubin Kazan             | 2014–15              | Giải bóng đá ngoại hạng Nga | 3            | 0            | 0       | 0         | –        | –         | 3         | 0         |
| F.K. Rubin Kazan             | 2015–16              | Giải bóng đá ngoại hạng Nga | 1            | 0            | 0       | 0         | 0        | 0         | 1         | 0         |
| F.K. Rubin Kazan             | 2016–17              | Giải bóng đá ngoại hạng Nga | 1            | 0            | 2       | 0         | –        | –         | 3         | 0         |
| F.K. Rubin Kazan             | 2017–18              | Giải bóng đá ngoại hạng Nga | 0            | 0            | 0       | 0         | –        | –         | 0         | 0         |
| F.K. Rubin Kazan             | Tổng cộng (2 spells) | Tổng cộng (2 spells)        | 7            | 0            | 2       | 0         | 0        | 0         | 9         | 0         |
| FC Rubin-2 Kazan             | 2014–15              | PFL                         | 8            | 0            | –       | –         | –        | –         | 8         | 0         |
| FC Rubin-2 Kazan             | Tổng cộng (2 spells) | Tổng cộng (2 spells)        | 13           | 0            | 0       | 0         | 0        | 0         | 13        | 0         |
| Tổng cộng sự nghiệp          | Tổng cộng sự nghiệp  | Tổng cộng sự nghiệp         | 64           | 0            | 8       | 0         | 0        | 0         | 72        | 0         |